# Ottavia Cestonaro
Ottavia Cestonaro (née le 12 janvier 1995 à Vicence) est une athlète italienne, spécialiste du triple saut et des épreuves combinées.

## Carrière
Le 15 juin 2013, elle porte son record au triple saut à 13,69 m à Rieti, avant de remporter son premier titre national italien en 2015 à Turin, avec une mesure de 13,76 m (v. f. + 1,9 m/s) devant Simona La Mantia.
Elle porte son record personnel à 14,05 m pour remporter la médaille d'argent des Jeux méditerranéens de 2018.
Le 10 août 2019, aux Championnats d'Europe par équipes 2019, elle bat son record avec 14,18 m.

## Palmarès
| Date | Compétition                    | Lieu     | Résultat | Épreuve     | Marque  |
| ---- | ------------------------------ | -------- | -------- | ----------- | ------- |
| 2013 | Championnats d'Europe juniors  | Rieti    | 1re      | Triple saut | 13,41 m |
| 2023 | Championnats d'Europe en salle | Istanbul | 4e       | Triple saut | 14,08 m |

### National
- Championnats d'Italie d'athlétisme :
  - Triple saut : vainqueur de 2015, 2018, 2019 et 2023
  - Saut en longueur : vainqueur en 2023
- Championnats d'Italie d'athlétisme en salle :
  - Triple saut : vainqueur en 2018
  - Pentathlon : vainqueur en 2016 et 2017

## Records
| Épreuve     | Épreuve   | Marque  | Lieu   | Date            |
| ----------- | --------- | ------- | ------ | --------------- |
| Triple saut | Plein air | 14,22 m | Madrid | 18 juin 2022    |
| Triple saut | En salle  | 14,11 m | Ancône | 19 février 2023 |